# BlackArch
BlackArch – dystrybucja systemu operacyjnego Linux typu Live CD bazująca na dystrybucji Arch Linux, przeznaczona głównie do łamania zabezpieczeń i testów penetracyjnych czy też audytów bezpieczeństwa.
Zawiera wsparcie dla projektu Metasploit. Zawiera między innymi takie narzędzia jak Wireshark, John the Ripper, Nmap i Aircrack-ng. Wersja systemu z 26 lutego 2025 została wyposażona w 2840 narzędzi. BlackArch jest dystrybuowana jako obrazy dla architektur 32- i 64-bitowych procesorów serii x86, a także opartych na architekturze ARM.